# Varese Sportiva 1936-1937
Questa voce raccoglie le informazioni riguardanti la Varese Sportiva nelle competizioni ufficiali della stagione 1936-1937.

## Organigramma societario
Area direttiva
- Presidente: Cav. Gazzotti
- Consiglio direttivo: Franco Aletti, Virginio Curti..

Area organizzativa
- Segretario: ???

Area tecnica
- Allenatore: Carlo Capra

## Rosa
| N. |                      | Ruolo | Calciatore           |
| -- | -------------------- | ----- | -------------------- |
|    | Italia (bandiera)    |       | Pio Andreotti        |
|    | Italia (bandiera)    | D     | Arturo Baranzelli    |
|    | Italia (bandiera)    | D     | Ugo Beltrami         |
|    | Argentina (bandiera) | P     | Alberto Bernasconi   |
|    | Italia (bandiera)    | A     | Luigi Bianchi        |
|    | Italia (bandiera)    | P     | Alessandro Bonetti   |
|    | Italia (bandiera)    |       | Luigi Casoli         |
|    | Italia (bandiera)    | C     | Luigi Cattaneo       |
|    | Italia (bandiera)    |       | Giovanni Chiesa      |
|    | Italia (bandiera)    | A     | Rinaldo Costanzo     |
|    | Italia (bandiera)    | D     | Giuseppe Galimberti  |
|    | Italia (bandiera)    | A     | Fortunato Galli      |
|    | Italia (bandiera)    | A     | Giuseppe Godino      |
|    | Italia (bandiera)    | C     | Giovanni Greppi      |
|    | Italia (bandiera)    | A     | Vittorio Guidali (I) |

| N. |                   | Ruolo | Calciatore          |
| -- | ----------------- | ----- | ------------------- |
|    | Italia (bandiera) |       | Guidali (II)        |
|    | Italia (bandiera) | A     | Celestino Macchi    |
|    | Italia (bandiera) | C     | Pietro Magni        |
|    | Italia (bandiera) | C     | Franco Mari         |
|    | Italia (bandiera) | A     | Guido Mollica       |
|    | Italia (bandiera) | C     | Giuseppe Oldani     |
|    | Italia (bandiera) | A     | Franco Ossola       |
|    | Italia (bandiera) | A     | Natale Pedetti (II) |
|    | Italia (bandiera) | A     | Eriberto Raffaini   |
|    | Italia (bandiera) | C     | Oscar Santini       |
|    | Italia (bandiera) |       | Bruno Secchi        |
|    | Italia (bandiera) | A     | Francesco Tagliani  |
|    | Italia (bandiera) | C     | Giovanni Todeschini |
|    | Italia (bandiera) | A     | Vittorio Torti (II) |

## Arrivi e partenze
| Acquisti | Acquisti            | Acquisti | Acquisti   |
| -------- | ------------------- | -------- | ---------- |
| .        | Pio Andreotti       | Trento   | definitivo |
| P        | Alessandro Bonetti  | Atalanta | definitivo |
| D        | Giuseppe Galimberti | ???      | definitivo |
| A        | Fortunato Galli     | Fanfulla | definitivo |
| A        | Giuseppe Godino     | Biellese | definitivo |
| C        | Giovanni Greppi     | Biellese | definitivo |
| A        | Giuseppe Oldani     | ???      | definitivo |
| A        | Franco Ossola       | ???      | definitivo |
| A        | Eriberto Raffaini   | Crema    | definitivo |
| A        | Francesco Tagliani  | Biellese | definitivo |
| C        | Giovanni Todeschini | Fanfulla | definitivo |

| Cessioni | Cessioni              | Cessioni       | Cessioni   |
| -------- | --------------------- | -------------- | ---------- |
| .        | Giovanni Baggiani     | ???            | definitivo |
| C        | Urbano Bietti         | ???            | definitivo |
| .        | Aldo Borsani (II)     | SIAI Marchetti | definitivo |
| .        | Augusto Brusa         | ???            | definitivo |
| .        | Carlo Caremi          | ???            | definitivo |
| .        | Giacomo Cappello      | ???            | definitivo |
| P        | Vittorio Cristina     | Cusiana        | definitivo |
| .        | Arnaldo Croce         | ???            | definitivo |
| .        | Armando Crugnola      | ???            | definitivo |
| .        | Primo Ermolli         | ???            | definitivo |
| .        | Luigi Gandini         | ???            | definitivo |
| .        | Carlo Grilletti       | ???            | definitivo |
| .        | Costantino Largura    | ???            | definitivo |
| .        | Luigi Maglione        | ???            | definitivo |
| .        | Riccardo Mauri        | ???            | definitivo |
| .        | Giovanni Mazzucchelli | ???            | definitivo |
| .        | Luciano Michetti      | ???            | definitivo |
| .        | Carlo Politi          | ???            | definitivo |
| .        | Domenico Serao        | ???            | definitivo |
| .        | Osvaldo Vedani        | ???            | definitivo |
| A        | Pierino Zonda         | ???            | definitivo |

## Risultati

### Serie C

#### Girone B

##### Girone di andata
| Varese 13 settembre 1936 1ª giornata | Varese | 4 – 0 | SIAI Marchetti |  |

| Reggio Emilia 20 settembre 1936 2ª giornata | Reggiana | 1 – 2 referto | Varese |  |

| Varese 27 settembre 1936 3ª giornata | Varese | 0 – 2 | Fanfulla |  |

| Seregno 4 ottobre 1936 4ª giornata | Seregno | 1 – 1 | Varese |  |

| Varese 11 ottobre 1936 5ª giornata | Varese | 1 – 1 | Piacenza |  |

| Monza 18 ottobre 1936 6ª giornata | Monza | 1 – 1 | Varese |  |

| Varese 1 novembre 1936 7ª giornata | Varese | 0 – 3 | Falck |  |

| Busto Arsizio 8 novembre 1936 8ª giornata | Pro Patria | 0 – 2 | Varese |  |

| Varese 22 novembre 1936 9ª giornata | Varese | 2 – 1 | Gallaratese |  |

| Parma 29 novembre 1936 10ª giornata | Parma | 0 – 0 | Varese |  |

| Varese 6 dicembre 1936 11ª giornata | Varese | 2 – 0 | Lecco |  |

| Omegna 20 dicembre 1936 12ª giornata | Cusiana | 2 – 1 | Varese |  |

| Vigevano 27 dicembre 1936 13ª giornata | Vigevano | 3 – 0 | Varese |  |

| Varese 3 gennaio 1937 14ª giornata | Varese | 1 – 1 | Crema |  |

| Legnano 10 gennaio 1937 15ª giornata | Legnano | 1 – 2 | Varese |  |

##### Girone di ritorno
| Sesto Calende 17 gennaio 1937 16ª giornata | SIAI Marchetti | 0 – 0 | Varese |  |

| Varese 24 gennaio 1937 17ª giornata | Varese | 3 – 0 | Reggiana |  |

| Lodi 31 gennaio 1937 18ª giornata | Fanfulla | 1 – 4 | Varese |  |

| Varese 7 febbraio 1937 19ª giornata | Varese | 1 – 0 | Seregno |  |

| Piacenza 14 febbraio 1937 20ª giornata | Piacenza | 4 – 1 | Varese |  |

| Varese 21 febbraio 1937 21ª giornata | Varese | 1 – 1 | Monza |  |

| Sesto San Giovanni 28 febbraio 1937 22ª giornata | Falck | 2 – 2 | Varese |  |

| Varese 7 marzo 1937 23ª giornata | Varese | 1 – 1 | Pro Patria |  |

| Gallarate 14 marzo 1937 24ª giornata | Gallaratese | 0 – 4 | Varese |  |

| Varese 28 marzo 1937 25ª giornata | Varese | 2 – 2 | Parma |  |

| Lecco 4 aprile 1937 26ª giornata | Lecco | 2 – 1 | Varese |  |

| Varese 18 aprile 1937 27ª giornata | Varese | 1 – 0 | Cusiana |  |

| Varese 2 maggio 1937 28ª giornata | Varese | 2 – 1 | Vigevano |  |

| Crema 9 maggio 1937 29ª giornata | Crema | 5 – 2 | Varese |  |

| Varese 16 maggio 1937 30ª giornata | Varese | 1 – 1 | Legnano |  |

### Coppa Italia
| Reggio Emilia 25 ottobre 1936 Qualificazioni | Reggiana | 2 – 1 | Varese |  |